# Route nationale 495
Pour les articles homonymes, voir Route 495.
La route nationale 495, ou RN 495, est une ancienne route nationale française reliant Cusset à Saint-Just-en-Chevalet.
Longue de 47 km, elle traverse la Montagne bourbonnaise, au sud-est du département de l'Allier, et le Pays d'Urfé, au nord-ouest du département de la Loire.
À la suite de la réforme de 1972, elle a été déclassée RD 995 dans l'Allier et RD 495 dans la Loire.

## Historique
Au début des années 1930, une loi autorise le classement de près de 40 000 km de chemins de grande communication et d'intérêt commun dans le domaine routier national. Pour la liaison de Cusset à Saint-Just-en-Chevalet, ce sont deux chemins de grande communication (Gc) qui sont classés dans le domaine routier national :
- le Gc 24 de Cusset à Saint-Priest-la-Prugne côté Allier ;
- le Gc 7 jusqu'à Saint-Just-en-Chevalet côté Loire[1].

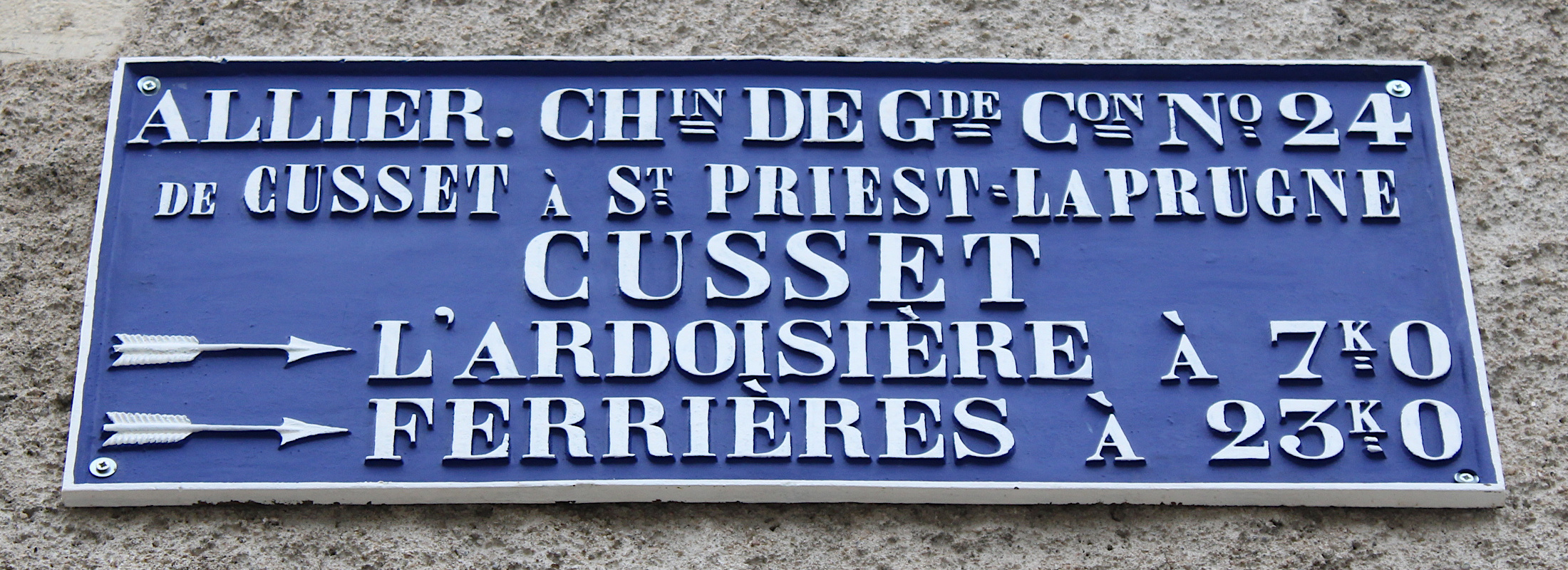
Plaque du Gc 24 à Cusset, en place en 2024.
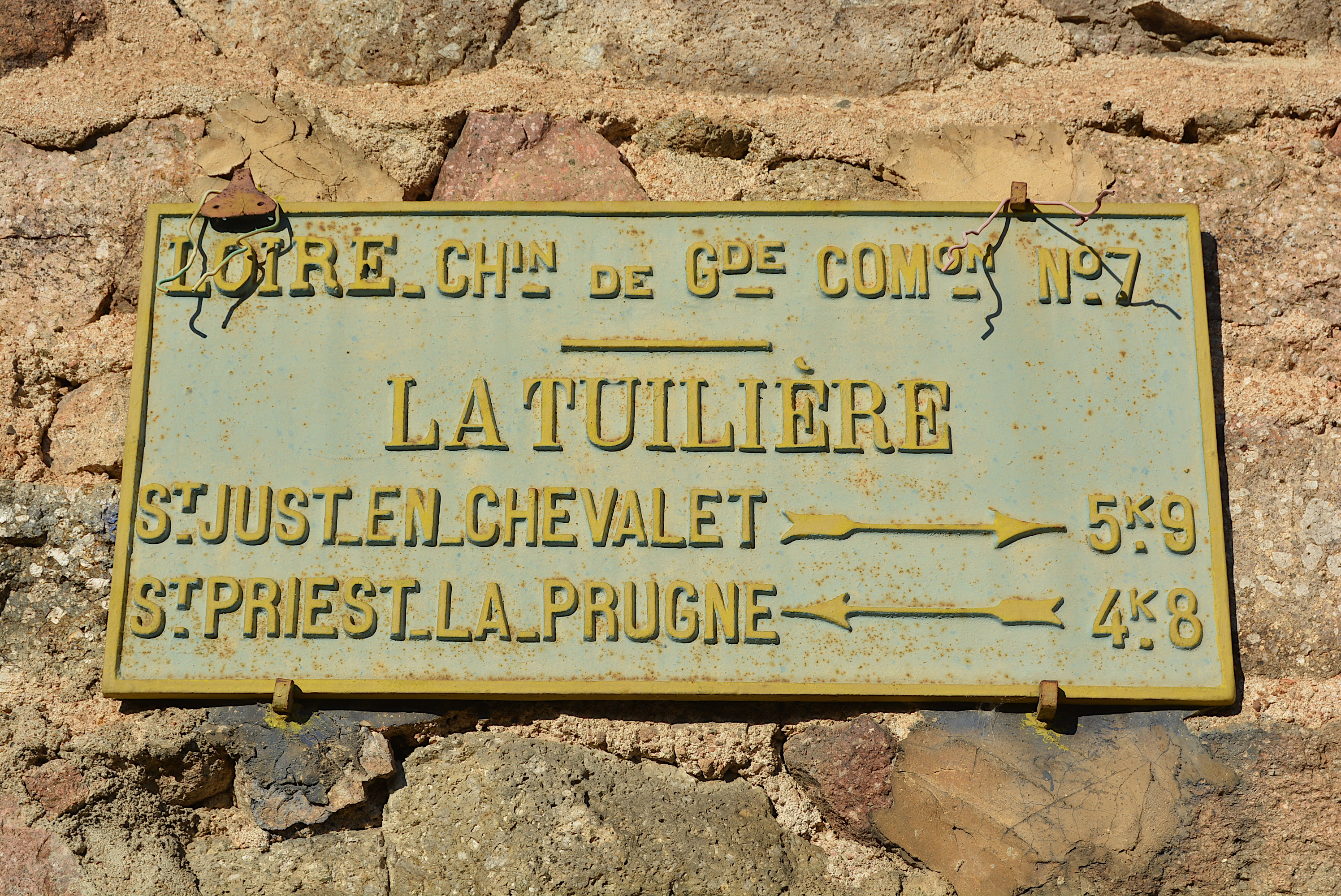
Plaque du Gc 7 à La Tuilière, en place en 2022.

En 1933, la route nationale 495 est définie « de Vichy à Juré ». La section de Vichy à Cusset appartient à la route nationale 106 tandis que la section de Saint-Just-en-Chevalet à Juré appartient à la route nationale 81.
La réforme de 1972 entraîne le déclassement de cette route nationale dans les deux départements traversés, avec effet au 1er janvier 1973 :
- dans l'Allier[3], elle devient la RD 995 ;
- dans la Loire[4], elle devient la RD 495.

## Tracé

### Tracé et profil de la route
La route traverse le sud-est du département de l'Allier et longe la rivière Sichon entre Cusset et Arronnes ainsi qu'entre Ferrières-sur-Sichon et Lavoine.

### Communes et lieux-dits traversés
Les communes et lieux-dits traversés sont :
- Cusset : Cours Lafayette, Rue de la Barge, Route de Ferrières ;
- Les Grivats, commune de Cusset ;
- L'Ardoisière, commune de Busset ;
- Le Gué Chervais, commune de La Chapelle ;
- Arronnes ;
- Glozel, commune de Ferrières-sur-Sichon ;
- Cheval-Rigon, commune de Ferrières-sur-Sichon ;
- Ferrières-sur-Sichon ;
- Matichard, commune de Lavoine ;
- La Vernière, commune de Lavoine ;
- Col du Beaulouis, commune de Laprugne (altitude 823 m) ;
- Saint-Priest-la-Prugne ;
- Cité Tardy, commune de Saint-Priest-la-Prugne ;
- La Tuilière ;
- Saint-Just-en-Chevalet.

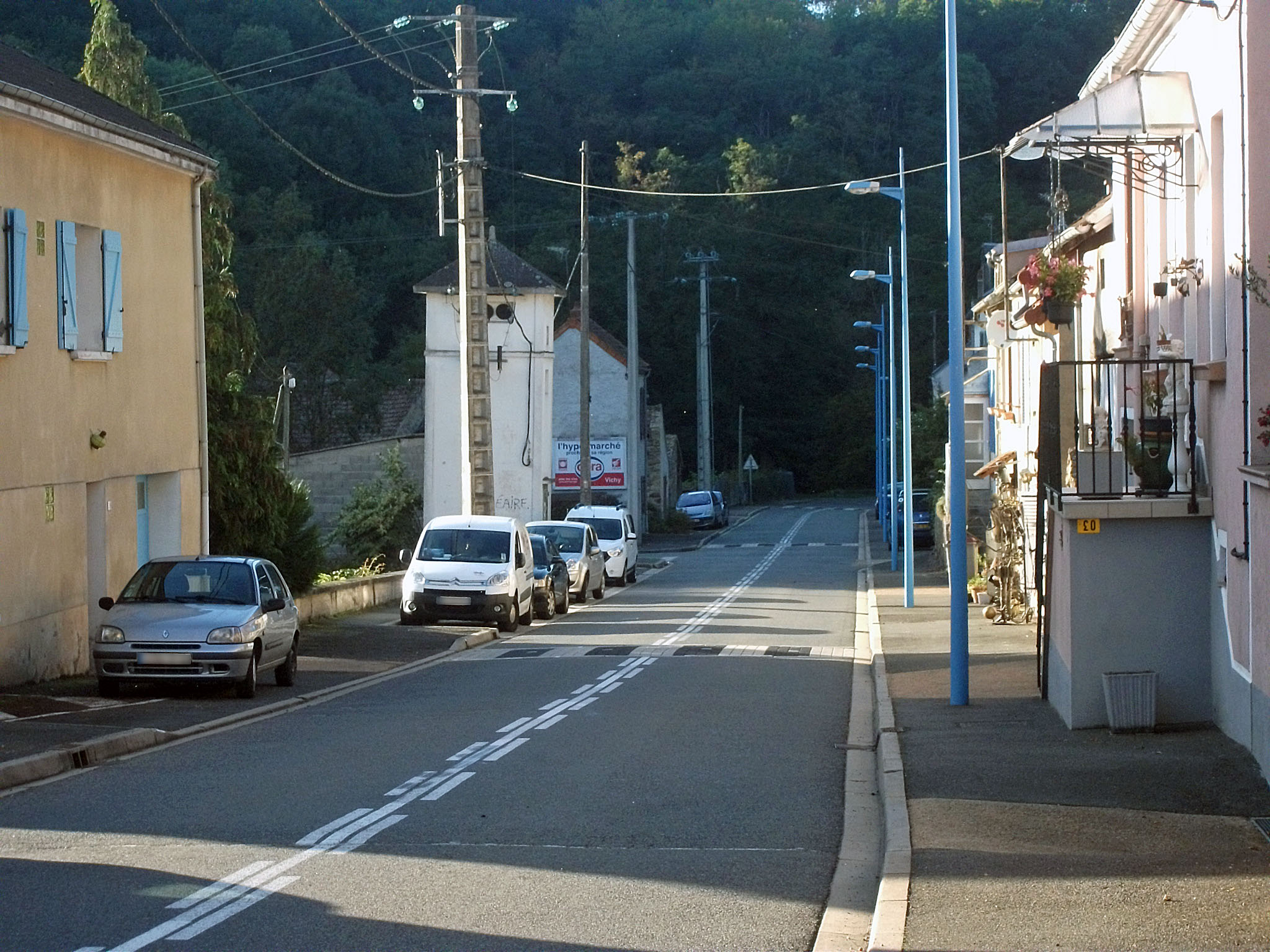
Les Grivats (direction Cusset-Centre), en 2013.
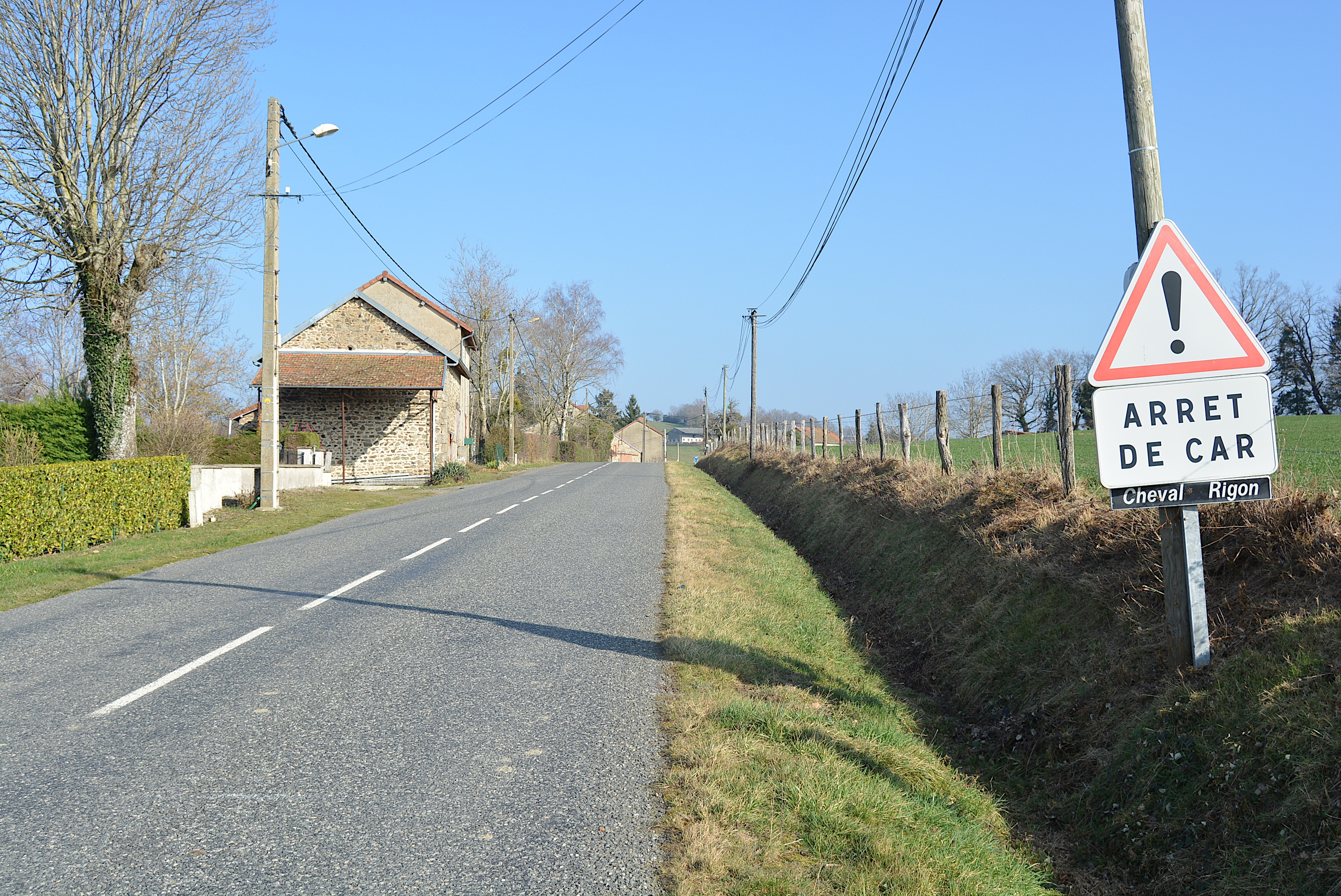
Cheval-Rigon (direction Ferrières-sur-Sichon), en 2023.
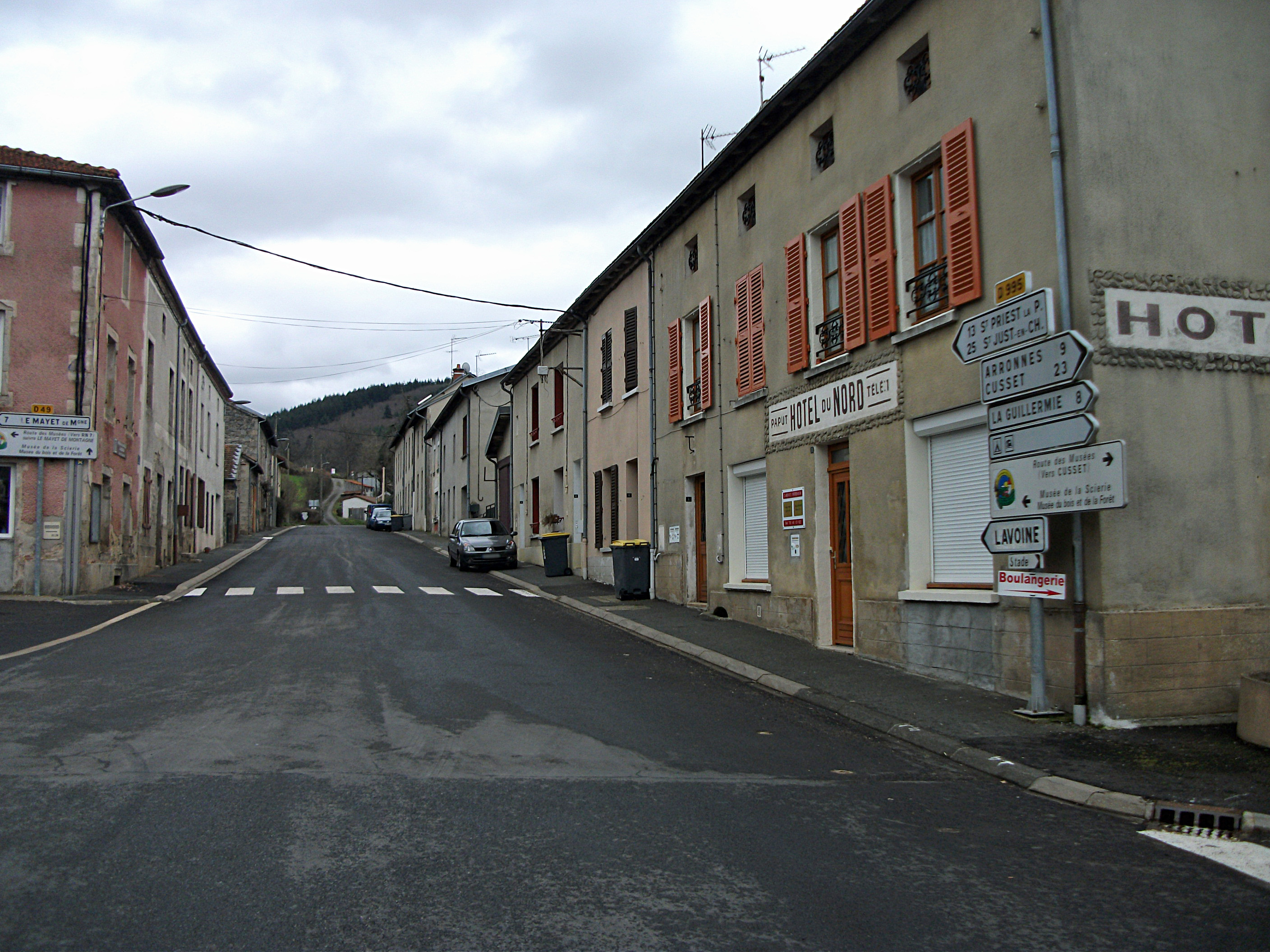
Traversée de Ferrières-sur-Sichon, en 2016.

## Sites remarquables
- Site de Glozel.
- Château de Montgilbert.
- Rocher Saint-Vincent.

## Trafic
Le trafic routier est essentiellement local. Côté Allier, la route départementale 995 est un des principaux axes de desserte de la Montagne bourbonnaise (avec la route départementale 62 reliant Cusset au Mayet-de-Montagne), avec une part très faible de poids lourds : 850 véhicules (44 poids lourds) par jour en 2013 à Arronnes, 974 (49) à Ferrières-sur-Sichon en 2010 et 375 (34) à Lavoine en 2012.